# Agnia (Côte d'Ivoire)
Pour les articles homonymes, voir Agnia.
Agnia  ou Agnia Assikasso est une localité de l'est de la Côte d'Ivoire, et appartenant au département de Bongouanou, région du Moronou. La localité d'Agnia est un chef-lieu de commune.